# Premier district congressionnel du Mississippi
Le 1er district congressionnel du Mississippi se trouve dans le coin nord-est de l'État. Il comprend une grande partie de la partie nord de l'État, notamment Columbus, Oxford, Southaven, Tupelo et West Point. L'Université du Mississippi (Ole Miss) se trouve dans le quartier.
Le district comprend Alcorn, Benton, Calhoun, Chickasaw, Choctaw, Clay, DeSoto, Itawamba, Lafayette, Lee, Lowndes, Marshall, Monroe, Pontotoc, Prentiss, Tate, Tippah, Tishomingo, Union, Webster et une partie du Comté d'Oktibbeha.
De la création d'un État à l'élection de 1846, le Mississippi a élu des Représentants dans tout l'État sur un seul bulletin de vote.
Le siège a été occupé par le Républicain Trent Kelly qui a remporté une élection spéciale de juin 2015 pour occuper le siège vacant précédemment détenu par le Républicain Alan Nunnelee, décédé le 6 février 2015. Lors des élections de novembre 2010, Nunnelee avait battu le Représentant Démocrate sortant Travis Childers. La Constitutionnaliste Gail Giaramita, le candidat du Parti Conservateur Indépendant Wally Pang de Batesville, le Libertarien Harold Taylor et la Réformiste Barbara Dale Washing.

## Géographie
Le 1er district comprend l'intégralité des comtés suivants à l'exception d'Oktibbeha, qu'il partage avec le 3e district. Les communautés du Comté d'Oktibbeha au sein du 1er district comprennent Sturgis et Maben (qui est en partie située dans le Comté de Webster).
| #   | Comté      | Siège            | Population |
| --- | ---------- | ---------------- | ---------- |
| 3   | Alcorn     | Corinth          | 34 135     |
| 9   | Benton     | Ashland          | 7438       |
| 13  | Calhoun    | Pittsboro        | 12 685     |
| 17  | Chickasaw  | Houston, Okolona | 16 866     |
| 19  | Choctaw    | Ackerman         | 8088       |
| 25  | Clay       | West Point       | 18 206     |
| 33  | DeSoto     | Hernando         | 193 247    |
| 57  | Itawamba   | Fulton           | 24 093     |
| 71  | Lafayette  | Oxford           | 58 467     |
| 81  | Lee        | Tupelo           | 82 799     |
| 87  | Lowndes    | Columbus         | 57 283     |
| 93  | Marshall   | Holly Springs    | 34 123     |
| 95  | Monroe     | Aberdeen         | 33 609     |
| 105 | Oktibbeha  | Starkville       | 51 203     |
| 115 | Pontotoc   | Pontotoc         | 31 535     |
| 117 | Prentiss   | Booneville       | 25 135     |
| 137 | Tate       | Senatobia        | 28 261     |
| 139 | Tippah     | Ripley           | 21 287     |
| 141 | Tishomingo | Iuka             | 18 507     |
| 145 | Union      | New Albany       | 28 284     |
| 155 | Webster    | Walthall         | 9988       |

## Historique de vote
| Année | Poste            | Résultats                  |
| ----- | ---------------- | -------------------------- |
| 2000  | Président        | Bush 60,0 % – 38,0 %       |
| 2004  | Président        | Bush 62,0 % – 37,0 %       |
| 2008  | Président        | McCain 61,0 % – 38,0 %     |
| 2012  | Président        | Romney 62,0 % – 37,0 %     |
| 2016  | Président        | Trump 65,0 % – 32,0 %      |
| 2018  | Sénat            | Wicker 66,0 % - 32,0 %     |
| 2018  | Sénat (Spéciale) | Hyde-Smith 61,0 % - 39,0 % |
| 2019  | Gouverneur       | Reeves 59,0 % - 40,0 %     |
| 2020  | Président        | Trump 65,0 % – 34,0 %      |
| 2020  | Sénat            | Hyde-Smith 60,0 % - 38,0 % |

## Liste des Représentants du district
| Membre                          | Parti       | Années                             | Congrès     | Histoire électorale | Zone géographique                     |
| ------------------------------- | ----------- | ---------------------------------- | ----------- | --- | ------------------------------------- |
| District établit le 4 mars 1847 |             |                                    |             | |                                       |
| Jacob Thompson                  | Démocrate   | 4 mars 1847 - 3 mars 1851          | 30e , 31e   | Redécoupage depuis le district at-large et réélu en 1846. Réélu en 1848. perd sa réélection en tant que candidat du Southern Rights Party. |                                       |
| Benjamin Nabers (en)            | Unioniste   | 4 mars 1851 - 3 mars 1853          | 32e         | Élu en 1851. perd sa réélection en tant que Whig. |                                       |
| Daniel B. Wright (en)           | Démocrate   | 4 mars 1853 - 3 mars 1857          | 33e , 34e   | Élu en 1853. Réélu en 1855. Retrait. |                                       |
| Lucius Q. C. Lamar (en)         | Démocrate   | 4 mars 1857 - 20 décembre 1860     | 35e , 36e   | Élu en 1857. Réélu en 1859. Démissionne pour devenir membre de la convention de Sécession du Mississippi. |                                       |
| Vacant                          | Vacant      | 20 décembre 1860 - 23 février 1870 | 36e - 41e   | Guerre de Sécession et Reconstruction | Guerre de Sécession et Reconstruction |
| George E. Harris (en)           | Républicain | 23 février 1870 - 3 mars 1873      | 41e , 42e   | Élu en 1869 pour terminer le mandat et élu pour un autre mandat. Retrait. |                                       |
| Lucius Q. C. Lamar (en)         | Démocrate   | 4 mars 1873 - 3 mars 1877          | 43e , 44e   | Élu en 1872. Réélu en 1874. Retrait pour se présenter comme Sénateur des États-Unis. |                                       |
| Henry L. Muldrow (en)           | Démocrate   | 4 mars 1877 - 3 mars 1885          | 45e - 48e   | Élu en 1876. Réélu en 1878. Réélu en 1880. Réélu en 1882. Retrait pour devenir Premier Assistant au Secrétaire de l'Intérieur. |                                       |
| John Allen (en)                 | Démocrate   | 4 mars 1885 - 3 mars 1901          | 49e - 56e   | Élu en 1884. Réélu en 1886. Réélu en 1888. Réélu en 1890. Réélu en 1892. Réélu en 1894. Réélu en 1896. Réélu en 1898. Retrait. |                                       |
| Ezekiel S. Candler Jr. (en)     | Démocrate   | 4 mars 1901 - 3 mars 1921          | 47e - 66e   | Élu en 1900. Réélu en 1902. Réélu en 1904. Réélu en 1906. Réélu en 1908. Réélu en 1910. Réélu en 1912. Réélu en 1914. Réélu en 1916. Réélu en 1918. perd sa renomination.                                                                                           |                                       |
| John Rankin (en)                | Démocrate   | 4 mars 1921 - 3 janvier 1953       | 67e - 82e   | Élu en 1920. Réélu en 1922. Réélu en 1924. Réélu en 1926. Réélu en 1928. Réélu en 1930. Réélu en 1932. Réélu en 1934. Réélu en 1936. Réélu en 1938. Réélu en 1940. Réélu en 1942. Réélu en 1944. Réélu en 1946. Réélu en 1948. Réélu en 1950. perd sa renomination. |                                       |
| Thomas Abernethy (en)           | Démocrate   | 3 janvier 1953 - 3 janvier 1973    | 83e - 92e   | Redécoupage depuis le 4e district et réélu en 1952. Réélu en 1954. Réélu en 1956. Réélu en 1958. Réélu en 1960. Réélu en 1962. Réélu en 1964. Réélu en 1966. Réélu en 1968. Réélu en 1970. Retrait.                                                                 |                                       |
| Jamie Whitten (en)              | Démocrate   | 3 janvier 1973 - 3 janvier 1995    | 93e - 103e  | Redécoupage depuis le 2e district et réélu en 1972. Réélu en 1974. Réélu en 1976. Réélu en 1978. Réélu en 1980. Réélu en 1982. Réélu en 1984. Réélu en 1986. Réélu en 1988. Réélu en 1990. Réélu en 1992. Retrait.                                                  |                                       |
| Roger Wicker                    | Républicain | 3 janvier 1995 - 31 décembre 2007  | 104e - 110e | Élu en 1994. Réélu en 1996. Réélu en 1998. Réélu en 2000. Réélu en 2002. Réélu en 2004. Réélu en 2006. Retrait pour se présenter comme Sénateur des États-Unis. |                                       |
| Roger Wicker                    | Républicain | 3 janvier 1995 - 31 décembre 2007  | 104e - 110e | Élu en 1994. Réélu en 1996. Réélu en 1998. Réélu en 2000. Réélu en 2002. Réélu en 2004. Réélu en 2006. Retrait pour se présenter comme Sénateur des États-Unis. | 2003–2013                             |
| Vacant                          | Vacant      | 31 décembre 2007 - 13 mai 2008     | 110e        | |                                       |
| Travis Childers (en)            | Démocrate   | 13 mai 2008                        | 110e , 111e | Élu pour terminer le mandat de Wicker. Réélu en 2008. perd sa réélection. |                                       |
| Alan Nunnelee (en)              | Républicain | 3 janvier 2011 - 6 février 2015    | 112e - 114e | Élu en 2010. Réélu en 2012. Réélu en 2014. Décès. |                                       |
| Alan Nunnelee (en)              | Républicain | 3 janvier 2011 - 6 février 2015    | 112e - 114e | Élu en 2010. Réélu en 2012. Réélu en 2014. Décès. | 2013–2023                             |
| Vacant                          | Vacant      | 6 février 2015 - 2 juin 2015       | 114e        | |                                       |
| Trent Kelly                     | Républicain | 2 juin 2015 - Présent              | 114e - 118e | Élu pour terminer le mandat de Nunnelee. Réélu en 2016. Réélu en 2018. Réélu en 2020. Réélu en 2022. |                                       |
| Trent Kelly                     | Républicain | 2 juin 2015 - Présent              | 114e - 118e | Élu pour terminer le mandat de Nunnelee. Réélu en 2016. Réélu en 2018. Réélu en 2020. Réélu en 2022. | 2023–Présent                          |

## Résultats des récentes élections
Voici les résultats des dix précédents cycles électoraux dans le district.

### 2004
| Élection de 2004 du 1er district congressionnel du Mississippi | Élection de 2004 du 1er district congressionnel du Mississippi | Élection de 2004 du 1er district congressionnel du Mississippi | Élection de 2004 du 1er district congressionnel du Mississippi | Élection de 2004 du 1er district congressionnel du Mississippi |
| -------------------------------------------------------------- | -------------------------------------------------------------- | -------------------------------------------------------------- | -------------------------------------------------------------- | -------------------------------------------------------------- |
| Parti                                                          | Parti                                                          | Candidat                                                       | Votes                                                          | %                                                              |
|                                                                | Républicain                                                    | Roger Wicker (sortant)                                         | 219 328                                                        | 79,0                                                           |
|                                                                | Réforme                                                        | Babara Dale Washer                                             | 58 256                                                         | 21,0                                                           |
| Total des votes                                                | Total des votes                                                | Total des votes                                                | 277 584                                                        | 100 %                                                          |
|                                                                | Les Républicains conservent                                    |                                                                |                                                                |                                                                |

### 2006
| Élection de 2006 du 1er district congressionnel du Mississippi | Élection de 2006 du 1er district congressionnel du Mississippi | Élection de 2006 du 1er district congressionnel du Mississippi | Élection de 2006 du 1er district congressionnel du Mississippi | Élection de 2006 du 1er district congressionnel du Mississippi |
| -------------------------------------------------------------- | -------------------------------------------------------------- | -------------------------------------------------------------- | -------------------------------------------------------------- | -------------------------------------------------------------- |
| Parti                                                          | Parti                                                          | Candidat                                                       | Votes                                                          | %                                                              |
|                                                                | Républicain                                                    | Roger Wicker (sortant)                                         | 95 098                                                         | 65,9                                                           |
|                                                                | Démocrate                                                      | James K. (Ken) Hurt                                            | 49 174                                                         | 34,1                                                           |
| Total des votes                                                | Total des votes                                                | Total des votes                                                | 144 272                                                        | 100 %                                                          |
|                                                                | Les Républicains conservent                                    |                                                                |                                                                |                                                                |

### 2008 (Spéciale)
| Élection Spéciale de 2008 du 1er district congressionnel du Mississippi | Élection Spéciale de 2008 du 1er district congressionnel du Mississippi | Élection Spéciale de 2008 du 1er district congressionnel du Mississippi | Élection Spéciale de 2008 du 1er district congressionnel du Mississippi | Élection Spéciale de 2008 du 1er district congressionnel du Mississippi |
| ----------------------------------------------------------------------- | ----------------------------------------------------------------------- | ----------------------------------------------------------------------- | ----------------------------------------------------------------------- | ----------------------------------------------------------------------- |
| Parti                                                                   | Parti                                                                   | Candidat                                                                | Votes                                                                   | %                                                                       |
|                                                                         | Démocrate                                                               | Travis Childers (en)                                                    | 33 304                                                                  | 49,4                                                                    |
|                                                                         | Républicain                                                             | Greg Davis                                                              | 31 177                                                                  | 46,3                                                                    |
|                                                                         | Démocrate                                                               | Steve Holland                                                           | 789                                                                     | 1,2                                                                     |
|                                                                         | Républicain                                                             | Glenn L. McCullough                                                     | 968                                                                     | 1,4                                                                     |
|                                                                         | Indépendant                                                             | Wally Pang                                                              | 725                                                                     | 1,1                                                                     |
|                                                                         | Vert                                                                    | John M. Wages Jr.                                                       | 398                                                                     | 0,6                                                                     |
| Total des votes                                                         | Total des votes                                                         | Total des votes                                                         | 67 361                                                                  | 100 %                                                                   |

| Second Tour de l'Élection Spéciale de 2008 du 1er district congressionnel du Mississippi | Second Tour de l'Élection Spéciale de 2008 du 1er district congressionnel du Mississippi | Second Tour de l'Élection Spéciale de 2008 du 1er district congressionnel du Mississippi | Second Tour de l'Élection Spéciale de 2008 du 1er district congressionnel du Mississippi | Second Tour de l'Élection Spéciale de 2008 du 1er district congressionnel du Mississippi |
| ---------------------------------------------------------------------------------------- | ---------------------------------------------------------------------------------------- | ---------------------------------------------------------------------------------------- | ---------------------------------------------------------------------------------------- | ---------------------------------------------------------------------------------------- |
| Parti                                                                                    | Parti                                                                                    | Candidat                                                                                 | Votes                                                                                    | %                                                                                        |
|                                                                                          | Démocrate                                                                                | Travis Childers (en)                                                                     | 58 037                                                                                   | 53,8                                                                                     |
|                                                                                          | Républicain                                                                              | Greg Davis                                                                               | 49 877                                                                                   | 46,2                                                                                     |
| Total des votes                                                                          | Total des votes                                                                          | Total des votes                                                                          | 107 914                                                                                  | 100 %                                                                                    |
|                                                                                          | Les Démocrates prennent aux Républicains                                                 |                                                                                          |                                                                                          |                                                                                          |

### 2008 (Régulière)
| Élection Régulière de 2008 du 1er district congressionnel du Mississippi | Élection Régulière de 2008 du 1er district congressionnel du Mississippi | Élection Régulière de 2008 du 1er district congressionnel du Mississippi | Élection Régulière de 2008 du 1er district congressionnel du Mississippi | Élection Régulière de 2008 du 1er district congressionnel du Mississippi |
| ------------------------------------------------------------------------ | ------------------------------------------------------------------------ | ------------------------------------------------------------------------ | ------------------------------------------------------------------------ | ------------------------------------------------------------------------ |
| Parti                                                                    | Parti                                                                    | Candidat                                                                 | Votes                                                                    | %                                                                        |
|                                                                          | Démocrate                                                                | Travis Childers (en) (sortant)                                           | 185 959                                                                  | 54,5                                                                     |
|                                                                          | Républicain                                                              | Greg Davis                                                               | 149 818                                                                  | 43,9                                                                     |
|                                                                          | Indépendant                                                              | Wally Pang                                                               | 3 736                                                                    | 1,1                                                                      |
|                                                                          | Vert                                                                     | John M. Wages Jr.                                                        | 1 876                                                                    | 0,5                                                                      |
| Total des votes                                                          | Total des votes                                                          | Total des votes                                                          | 341 389                                                                  | 100 %                                                                    |
|                                                                          | Les Démocrates conservent                                                |                                                                          |                                                                          |                                                                          |

### 2010
| Élection de 2010 du 1er district congressionnel du Mississippi | Élection de 2010 du 1er district congressionnel du Mississippi | Élection de 2010 du 1er district congressionnel du Mississippi | Élection de 2010 du 1er district congressionnel du Mississippi | Élection de 2010 du 1er district congressionnel du Mississippi |
| -------------------------------------------------------------- | -------------------------------------------------------------- | -------------------------------------------------------------- | -------------------------------------------------------------- | -------------------------------------------------------------- |
| Parti                                                          | Parti                                                          | Candidat                                                       | Votes                                                          | %                                                              |
|                                                                | Républicain                                                    | Alan Nunnelee (en)                                             | 121 074                                                        | 55,3                                                           |
|                                                                | Démocrate                                                      | Travis Childers (en) (sortant)                                 | 89 388                                                         | 40,8                                                           |
|                                                                | Indépendant                                                    | Wally Pang                                                     | 2 180                                                          | 1,0                                                            |
|                                                                | Indépendant                                                    | Les Green                                                      | 2 020                                                          | 0,9                                                            |
|                                                                | Indépendant                                                    | A. G. Baddley                                                  | 1 882                                                          | 0,9                                                            |
|                                                                | Constitution                                                   | Gail Giaramita                                                 | 1 235                                                          | 0,6                                                            |
|                                                                | Indépendant                                                    | Rick "Rico" Hoskins                                            | 478                                                            | 0,2                                                            |
|                                                                | Réforme                                                        | Barbara Dale Washer                                            | 389                                                            | 0,2                                                            |
|                                                                | Libertarien                                                    | Harold M. Taylor                                               | 447                                                            | 0,2                                                            |
| Total des votes                                                | Total des votes                                                | Total des votes                                                | 219 093                                                        | 100 %                                                          |
|                                                                | Les Républicains prennent aux Démocrates                       |                                                                |                                                                |                                                                |

### 2012
| Élection de 2012 du 1er district congressionnel du Mississippi | Élection de 2012 du 1er district congressionnel du Mississippi | Élection de 2012 du 1er district congressionnel du Mississippi | Élection de 2012 du 1er district congressionnel du Mississippi | Élection de 2012 du 1er district congressionnel du Mississippi |
| -------------------------------------------------------------- | -------------------------------------------------------------- | -------------------------------------------------------------- | -------------------------------------------------------------- | -------------------------------------------------------------- |
| Parti                                                          | Parti                                                          | Candidat                                                       | Votes                                                          | %                                                              |
|                                                                | Républicain                                                    | Alan Nunnelee (en) (sortant)                                   | 186 760                                                        | 60,4                                                           |
|                                                                | Démocrate                                                      | Brad Morris                                                    | 114 076                                                        | 36,9                                                           |
|                                                                | Libertarien                                                    | Danny Bedwell                                                  | 3 584                                                          | 1,2                                                            |
|                                                                | Constitution                                                   | Jim R. Bourland                                                | 2 390                                                          | 0,8                                                            |
|                                                                | Réforme                                                        | Chris Potts                                                    | 2 367                                                          | 0,8                                                            |
| Total des votes                                                | Total des votes                                                | Total des votes                                                | 309 177                                                        | 100 %                                                          |
|                                                                | Les Républicains conservent                                    |                                                                |                                                                |                                                                |

### 2014
| Élection de 2014 du 1er district congressionnel du Mississippi | Élection de 2014 du 1er district congressionnel du Mississippi | Élection de 2014 du 1er district congressionnel du Mississippi | Élection de 2014 du 1er district congressionnel du Mississippi | Élection de 2014 du 1er district congressionnel du Mississippi |
| -------------------------------------------------------------- | -------------------------------------------------------------- | -------------------------------------------------------------- | -------------------------------------------------------------- | -------------------------------------------------------------- |
| Parti                                                          | Parti                                                          | Candidat                                                       | Votes                                                          | %                                                              |
|                                                                | Républicain                                                    | Alan Nunnelee (en) (sortant)                                   | 102 622                                                        | 67,9                                                           |
|                                                                | Démocrate                                                      | Ron Dickey                                                     | 43 713                                                         | 28,9                                                           |
|                                                                | Libertarien                                                    | Danny Bedwell                                                  | 3 830                                                          | 2,6                                                            |
|                                                                | Réforme                                                        | Lajena Walley                                                  | 946                                                            | 0,6                                                            |
| Total des votes                                                | Total des votes                                                | Total des votes                                                | 151 111                                                        | 100 %                                                          |
|                                                                | Les Républicains conservent                                    |                                                                |                                                                |                                                                |

### 2015 (Spéciale)
| Élection Spéciale de 2015 du 1er district congressionnel du Mississippi | Élection Spéciale de 2015 du 1er district congressionnel du Mississippi | Élection Spéciale de 2015 du 1er district congressionnel du Mississippi | Élection Spéciale de 2015 du 1er district congressionnel du Mississippi | Élection Spéciale de 2015 du 1er district congressionnel du Mississippi |
| ----------------------------------------------------------------------- | ----------------------------------------------------------------------- | ----------------------------------------------------------------------- | ----------------------------------------------------------------------- | ----------------------------------------------------------------------- |
| Parti                                                                   | Parti                                                                   | Candidat                                                                | Votes                                                                   | %                                                                       |
|                                                                         | Non partisan                                                            | Walter Zinn                                                             | 15 385                                                                  | 17,41                                                                   |
|                                                                         | Non partisan                                                            | Trent Kelly                                                             | 14 418                                                                  | 16,32                                                                   |
|                                                                         | Non partisan                                                            | Mike Tagert                                                             | 11 231                                                                  | 12,71                                                                   |
|                                                                         | Non partisan                                                            | Greg Pirkle                                                             | 7 142                                                                   | 8,08                                                                    |
|                                                                         | Non partisan                                                            | Starner Jones                                                           | 6 993                                                                   | 7,91                                                                    |
|                                                                         | Non partisan                                                            | Chip Mills                                                              | 6 929                                                                   | 7,84                                                                    |
|                                                                         | Non partisan                                                            | Henry Ross                                                              | 4 313                                                                   | 4,88                                                                    |
|                                                                         | Non partisan                                                            | Boyce Adams                                                             | 4 037                                                                   | 4,57                                                                    |
|                                                                         | Non partisan                                                            | Nancy Adams Collins                                                     | 4 006                                                                   | 4,53                                                                    |
|                                                                         | Non partisan                                                            | Sam Adcock                                                              | 4 000                                                                   | 4,53                                                                    |
|                                                                         | Non partisan                                                            | Ed "Doc" Holliday                                                       | 3 958                                                                   | 4,48                                                                    |
|                                                                         | Non partisan                                                            | Quentin Whitwell                                                        | 3 124                                                                   | 3,56                                                                    |
|                                                                         | Non partisan                                                            | Daniel Sparks                                                           | 2 828                                                                   | 3,20                                                                    |
| Total des votes                                                         | Total des votes                                                         | Total des votes                                                         | 88 364                                                                  | 100 %                                                                   |

| Seconde Tour de l'Élection de 2015 du 1er district congressionnel du Mississippi | Seconde Tour de l'Élection de 2015 du 1er district congressionnel du Mississippi | Seconde Tour de l'Élection de 2015 du 1er district congressionnel du Mississippi | Seconde Tour de l'Élection de 2015 du 1er district congressionnel du Mississippi | Seconde Tour de l'Élection de 2015 du 1er district congressionnel du Mississippi |
| -------------------------------------------------------------------------------- | -------------------------------------------------------------------------------- | -------------------------------------------------------------------------------- | -------------------------------------------------------------------------------- | -------------------------------------------------------------------------------- |
| Parti                                                                            | Parti                                                                            | Candidat                                                                         | Votes                                                                            | %                                                                                |
|                                                                                  | Non partisan                                                                     | Trent Kelly                                                                      | 69 516                                                                           | 69,97                                                                            |
|                                                                                  | Non partisan                                                                     | Walter Zinn                                                                      | 29 831                                                                           | 30,03                                                                            |
| Total des votes                                                                  | Total des votes                                                                  | Total des votes                                                                  | 99 347                                                                           | 100 %                                                                            |
|                                                                                  | Les Républicains conservent                                                      |                                                                                  |                                                                                  |                                                                                  |

### 2016
| Élection de 2016 du 1er district congressionnel du Mississippi | Élection de 2016 du 1er district congressionnel du Mississippi | Élection de 2016 du 1er district congressionnel du Mississippi | Élection de 2016 du 1er district congressionnel du Mississippi | Élection de 2016 du 1er district congressionnel du Mississippi |
| -------------------------------------------------------------- | -------------------------------------------------------------- | -------------------------------------------------------------- | -------------------------------------------------------------- | -------------------------------------------------------------- |
| Parti                                                          | Parti                                                          | Candidat                                                       | Votes                                                          | %                                                              |
|                                                                | Républicain                                                    | Trent Kelly (sortant)                                          | 206 455                                                        | 68,7                                                           |
|                                                                | Démocrate                                                      | Jacob Owens                                                    | 83 947                                                         | 27,9                                                           |
|                                                                | Libertarien                                                    | Chase Wilson                                                   | 6 181                                                          | 2,1                                                            |
|                                                                | Réforme                                                        | Cathy Toole                                                    | 3 840                                                          | 1,3                                                            |
| Total des votes                                                | Total des votes                                                | Total des votes                                                | 300 123                                                        | 100 %                                                          |
|                                                                | Les Républicains conservent                                    |                                                                |                                                                |                                                                |

### 2018
| Élection de 2018 du 1er district congressionnel du Mississippi | Élection de 2018 du 1er district congressionnel du Mississippi | Élection de 2018 du 1er district congressionnel du Mississippi | Élection de 2018 du 1er district congressionnel du Mississippi | Élection de 2018 du 1er district congressionnel du Mississippi |
| -------------------------------------------------------------- | -------------------------------------------------------------- | -------------------------------------------------------------- | -------------------------------------------------------------- | -------------------------------------------------------------- |
| Parti                                                          | Parti                                                          | Candidat                                                       | Votes                                                          | %                                                              |
|                                                                | Républicain                                                    | Trent Kelly (sortant)                                          | 158 245                                                        | 66,9                                                           |
|                                                                | Démocrate                                                      | Randy Wadkins                                                  | 76 601                                                         | 32,4                                                           |
|                                                                | Réforme                                                        | Tracella Lou O'Hara Hill                                       | 1 675                                                          | 0,7                                                            |
| Total des votes                                                | Total des votes                                                | Total des votes                                                | 236 521                                                        | 100 %                                                          |
|                                                                | Les Républicains conservent                                    |                                                                |                                                                |                                                                |

### 2020
| Élection de 2020 du 1er district congressionnel du Mississippi | Élection de 2020 du 1er district congressionnel du Mississippi | Élection de 2020 du 1er district congressionnel du Mississippi | Élection de 2020 du 1er district congressionnel du Mississippi | Élection de 2020 du 1er district congressionnel du Mississippi |
| -------------------------------------------------------------- | -------------------------------------------------------------- | -------------------------------------------------------------- | -------------------------------------------------------------- | -------------------------------------------------------------- |
| Parti                                                          | Parti                                                          | Candidat                                                       | Votes                                                          | %                                                              |
|                                                                | Républicain                                                    | Trent Kelly (sortant)                                          | 228 787                                                        | 68,7                                                           |
|                                                                | Démocrate                                                      | Antonia Eliason                                                | 104 008                                                        | 31,3                                                           |
| Total des votes                                                | Total des votes                                                | Total des votes                                                | 332 795                                                        | 100 %                                                          |
|                                                                | Les Républicains conservent                                    |                                                                |                                                                |                                                                |

### 2022
| Primaire Républicaine de 2022 du 1er district congressionnel du Mississippi | Primaire Républicaine de 2022 du 1er district congressionnel du Mississippi | Primaire Républicaine de 2022 du 1er district congressionnel du Mississippi | Primaire Républicaine de 2022 du 1er district congressionnel du Mississippi | Primaire Républicaine de 2022 du 1er district congressionnel du Mississippi |
| --------------------------------------------------------------------------- | --------------------------------------------------------------------------- | --------------------------------------------------------------------------- | --------------------------------------------------------------------------- | --------------------------------------------------------------------------- |
| Parti                                                                       | Parti                                                                       | Candidat                                                                    | Votes                                                                       | %                                                                           |
|                                                                             | Républicain                                                                 | Trent Kelly (sortant)                                                       | 27 447                                                                      | 89,8                                                                        |
|                                                                             | Républicain                                                                 | Mark Strauss                                                                | 3 109                                                                       | 10,2                                                                        |

| Primaire Démocrate de 2022 du 1er district congressionnel du Mississippi | Primaire Démocrate de 2022 du 1er district congressionnel du Mississippi | Primaire Démocrate de 2022 du 1er district congressionnel du Mississippi | Primaire Démocrate de 2022 du 1er district congressionnel du Mississippi | Primaire Démocrate de 2022 du 1er district congressionnel du Mississippi |
| ------------------------------------------------------------------------ | ------------------------------------------------------------------------ | ------------------------------------------------------------------------ | ------------------------------------------------------------------------ | ------------------------------------------------------------------------ |
| Parti                                                                    | Parti                                                                    | Candidat                                                                 | Votes                                                                    | %                                                                        |
|                                                                          | Démocrate                                                                | Dianne Black                                                             | 8 268                                                                    | 79,0                                                                     |
|                                                                          | Démocrate                                                                | Hunter Avery                                                             | 2 203                                                                    | 21,0                                                                     |

| Élection de 2022 du 1er district congressionnel du Mississippi | Élection de 2022 du 1er district congressionnel du Mississippi | Élection de 2022 du 1er district congressionnel du Mississippi | Élection de 2022 du 1er district congressionnel du Mississippi | Élection de 2022 du 1er district congressionnel du Mississippi |
| -------------------------------------------------------------- | -------------------------------------------------------------- | -------------------------------------------------------------- | -------------------------------------------------------------- | -------------------------------------------------------------- |
| Parti                                                          | Parti                                                          | Candidat                                                       | Votes                                                          | %                                                              |
|                                                                | Républicain                                                    | Trent Kelly (sortant)                                          | 122 151                                                        | 72,97                                                          |
|                                                                | Démocrate                                                      | Dianne Black                                                   | 45 238                                                         | 27,03                                                          |
| Total des votes                                                | Total des votes                                                | Total des votes                                                | 167 389                                                        | 100 %                                                          |
|                                                                | Les Républicains conservent                                    |                                                                |                                                                |                                                                |

### 2024
| Primaire Républicaine de 2024 du 1er district congressionnel du Mississippi | Primaire Républicaine de 2024 du 1er district congressionnel du Mississippi | Primaire Républicaine de 2024 du 1er district congressionnel du Mississippi | Primaire Républicaine de 2024 du 1er district congressionnel du Mississippi | Primaire Républicaine de 2024 du 1er district congressionnel du Mississippi |
| --------------------------------------------------------------------------- | --------------------------------------------------------------------------- | --------------------------------------------------------------------------- | --------------------------------------------------------------------------- | --------------------------------------------------------------------------- |
| Parti                                                                       | Parti                                                                       | Candidat                                                                    | Votes                                                                       | %                                                                           |
|                                                                             | Républicain                                                                 | Trent Kelly (sortant)                                                       | 68 842                                                                      | 100%                                                                        |

| Primaire Démocrate de 2024 du 1er district congressionnel du Mississippi | Primaire Démocrate de 2024 du 1er district congressionnel du Mississippi | Primaire Démocrate de 2024 du 1er district congressionnel du Mississippi | Primaire Démocrate de 2024 du 1er district congressionnel du Mississippi | Primaire Démocrate de 2024 du 1er district congressionnel du Mississippi |
| ------------------------------------------------------------------------ | ------------------------------------------------------------------------ | ------------------------------------------------------------------------ | ------------------------------------------------------------------------ | ------------------------------------------------------------------------ |
| Parti                                                                    | Parti                                                                    | Candidat                                                                 | Votes                                                                    | %                                                                        |
|                                                                          | Démocrate                                                                | Dianne Black                                                             | 12 147                                                                   | 84,4                                                                     |
|                                                                          | Démocrate                                                                | Matthew Williams                                                         | 2138                                                                     | 14,9                                                                     |

| Élection de 2024 du 1er district congressionnel du Mississippi | Élection de 2024 du 1er district congressionnel du Mississippi | Élection de 2024 du 1er district congressionnel du Mississippi | Élection de 2024 du 1er district congressionnel du Mississippi | Élection de 2024 du 1er district congressionnel du Mississippi |
| -------------------------------------------------------------- | -------------------------------------------------------------- | -------------------------------------------------------------- | -------------------------------------------------------------- | -------------------------------------------------------------- |
| Parti                                                          | Parti                                                          | Candidat                                                       | Votes                                                          | %                                                              |
|                                                                | Républicain                                                    | Trent Kelly (sortant)                                          | TBD                                                            | TBD                                                            |
|                                                                | Démocrate                                                      | Dianne Black                                                   | TBD                                                            | TBD                                                            |
| Total des votes                                                | Total des votes                                                | Total des votes                                                | TBD                                                            | 100 %                                                          |
|                                                                |                                                                |                                                                |                                                                |                                                                |